# 屏東縣私立新基高級中學
屏東縣私立新基高級中學，簡稱為新基中學，位於屏東縣東港鎮，為一所私立完全中學。因為受到少子化的影響，於2014年停辦。

## 停辦
2014年5月5日，新基高中宣布下學年起停辦，停辦前全校有383名學生。2014年6月高三生畢業後，二百多名學生將轉到國立東港海事水產職業學校或遵從學生意願轉校，高三生符合學習成績者都會依規定取得畢業證書。老師及教職員依法退休、資遣或轉介新校，正式教師9人中有6人符合退休資格，其他老師則協助轉介他校或依法資遣，不會讓老師權益受損。
新基高中末代校長陳淑芳表示：「當年創校希望提供漁村婦女讀書的初衷不再。」近年少子化招生不易，加上各類高中職校興起，漁村的教育資源不像52年前那麼缺乏；又由於部分校舍老舊，校方希望申請遷校到大鵬灣新校區未果，又考量以現有校地再花鉅資做防震無益學校發展，董事會開會後決定停辦，結束多年來在東港鎮辦學的「階段性任務」，土地另作其他利用。

## 校史
- 1963年5月由天主教德國籍神父林德明創辦，名為聖家高級家事職業學校
- 1963年8月奉准立案。
- 1970年奉准改制為普通高中，並附設職業科。
- 1997年設立國中部。
- 1999年辦理一年段實用技能班。
- 2000年全面辦理綜合高中。
- 2003年辦理改為三年段實用技能學程。
- 2008年恢復辦理普通高中附設職業類科。
- 2014年宣佈自下學年起停辦。

## 外部連結
- 新基高級中學 （页面存档备份，存于）